# Wierzchownia (Basse-Silésie)
Wierzchownia ('Würchland' avant 1945) est un village, situé dans la Voïévodie de Basse-Silésie partie de la république de Pologne qui faisait partie de l'Allemagne avant 1945.
Il est environ à 2 km au sud-est de Pęcław (Putschlau avant 1945), 13 km à l'est de Głogów (Glogau avant 1945), 70 km de la capitale régionale Wrocław (Breslau avant 1945).